# Scytodes stoliczkai
Scytodes stoliczkai är en spindelart som beskrevs av Simon 1897. Scytodes stoliczkai ingår i släktet Scytodes och familjen spottspindlar. Inga underarter finns listade i Catalogue of Life.